# Ihringen
Ihringen là một thị xã trong huyện Breisgau-Hochschwarzwald bang Baden-Württemberg thuộc nước Đức. Đô thị Ihringen có diện tích 23 km², dân số thời điểm 31 tháng 12 năm 2020 là 6209 người.